# Lou Ottens
Lodewijk Frederik (Lou) Ottens (Bellingwolde, 21 juni 1926 – Duizel, 6 maart 2021) was een Nederlands ingenieur, uitvinder en manager. Ottens was zijn hele carrière in dienst van Philips. Na een korte aanloopperiode begon hij zijn loopbaan in de fabriek in Hasselt als hoofd van de afdeling productontwikkeling. In die functie gaf hij de aanzet tot de uitvinding van de compact cassette, vaak aangeduid als cassettebandje. Later werd hij fabrieksdirecteur in Hasselt en vervolgens directeur van de Audiodivisie. Daar legde hij de basis voor de uitvinding van de cd. Aansluitend werd hij directeur van de Videodivisie, waar op dat moment de Video 2000 werd geïntroduceerd. De laatste jaren van zijn carrière was Ottens verantwoordelijk voor een project dat tot doel had de industriële logistiek in de consumentendivisies van Philips te verbeteren.

## Jeugd
Lou Ottens werd op 21 juni 1926 geboren in Bellingwolde.
Ottens was al vroeg geïnteresseerd in techniek. Tijdens de Tweede Wereldoorlog bouwde hij – nog een tiener – een radio waarmee hij in het geheim naar uitzendingen van Radio Oranje luisterde. De radio had een primitieve richtantenne om de Duitse stoorzenders te vermijden. Na de oorlog ging Ottens werktuigbouwkunde studeren aan de Technische Hogeschool in Delft. Om wat bij te verdienen werkte hij drie jaar lang halve dagen als constructeur-tekenaar in een fabriek voor röntgenapparatuur. Hij behaalde zijn ingenieursbul in 1952.

## Loopbaan
Ottens trad in 1952 in dienst bij elektronicaconcern Philips. Hij begon zijn loopbaan bij de afdeling Bedrijfsmechanisatie van de Hoofdindustriegroep Apparaten te Eindhoven. In 1957 werd hij overgeplaatst naar de fabriek van Philips in de  Belgische stad Hasselt, die twee jaar daarvoor was geopend. Philips Hasselt produceerde op dat moment platenspelers, platenwisselaars, bandrecorders en luidsprekers, en telde bijna 1500 personeelsleden.

### Hoofd Productontwikkeling Philips Hasselt, 1960-1969
In 1960 werd Ottens hoofd van de pas opgerichte afdeling Productontwikkeling van Philips Hasselt. Onder zijn leiding werd de EL 3585 ontwikkeld, de eerste draagbare bandrecorder van Philips, waarvan er meer dan 1 miljoen verkocht werden. Philips had destijds drie fabrieken die bandrecorders produceerden. In Eindhoven werden recorders geproduceerd voor de professionele markt, in Wenen werden de grote, dure recorders voor de consumentenmarkt gemaakt en in Hasselt richtte men zich op kleinere en goedkopere consumentenapparaten. Alle geproduceerde recorders waren op dat moment van het reel-to-reel-type. Dat betekent dat ze werkten met een magneetband die op een spoel was gewikkeld. Bij het laden van de recorder werd de band met de hand langs de koppen naar een tweede spoel geleid en daar enkele slagen opgewonden ter bevestiging. Omdat dit nogal omslachtig was waren meerdere bedrijven bezig met het ontwerpen van een muziekcassette, een soort zwarte doos waarin de spoelen en de band opgeborgen waren. Dat moest de bediening van de recorder sterk vereenvoudigen.

##### Compact cassette

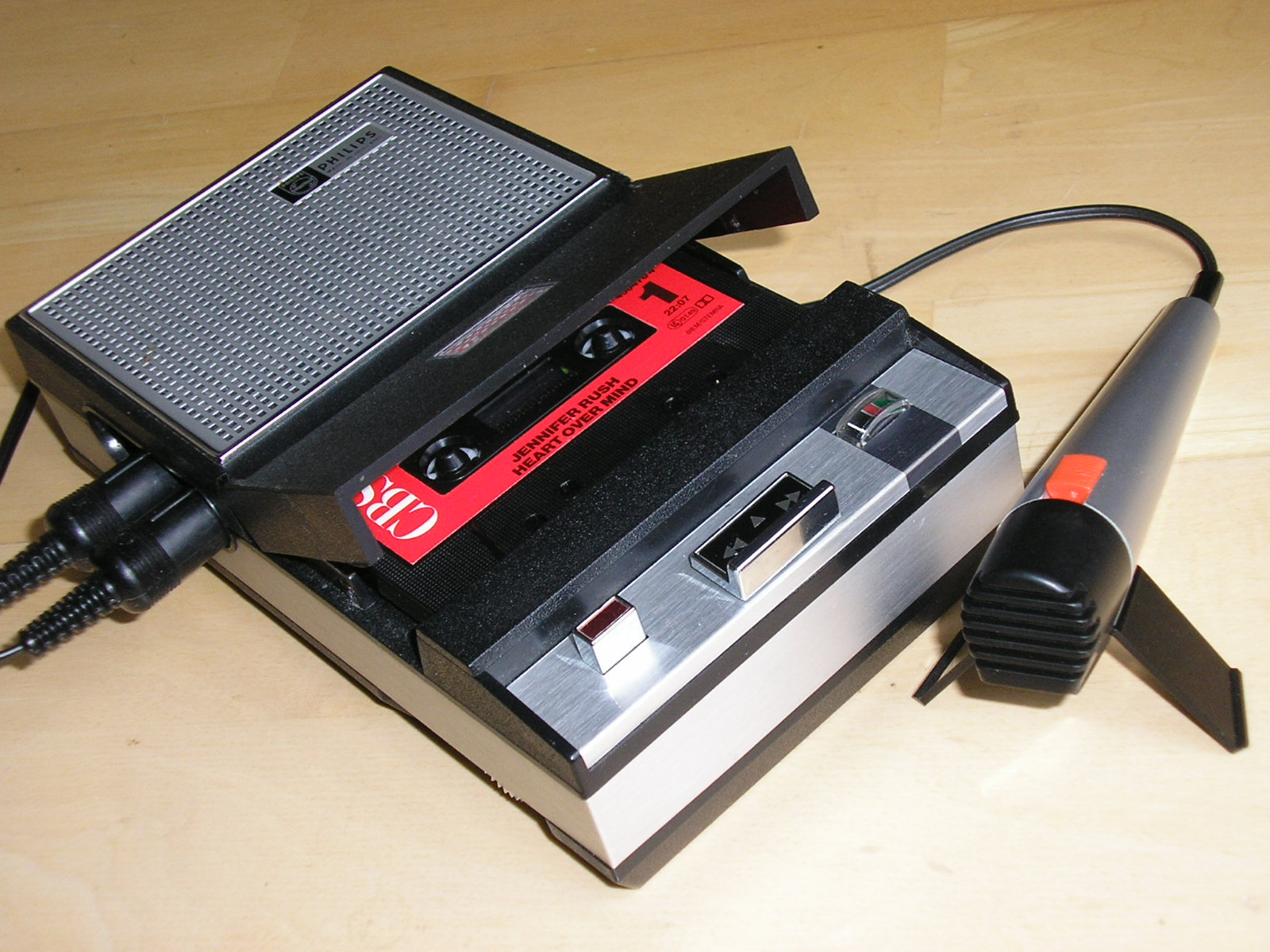
De Philips EL 3302 uit 1968, afgeleid van de eerste draagbare cassetterecorder

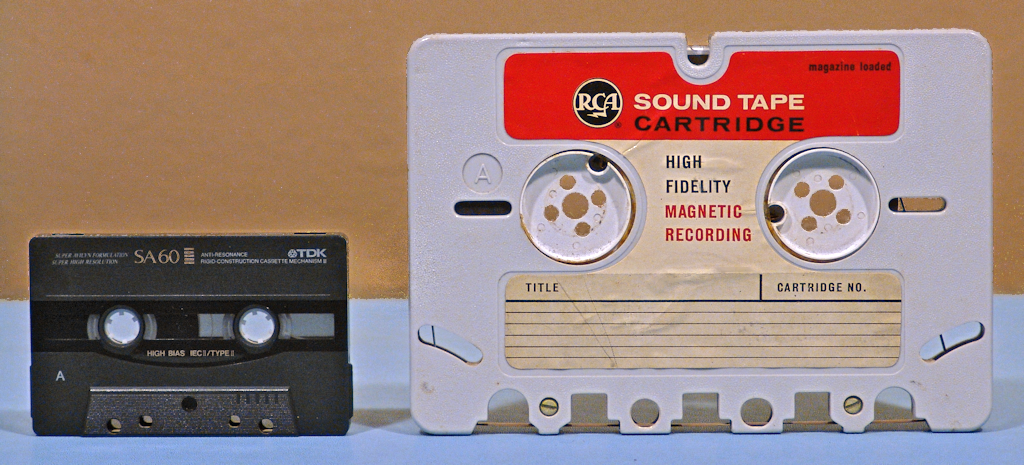
Een compact cassette geproduceerd door TDK en een RCA-cassette

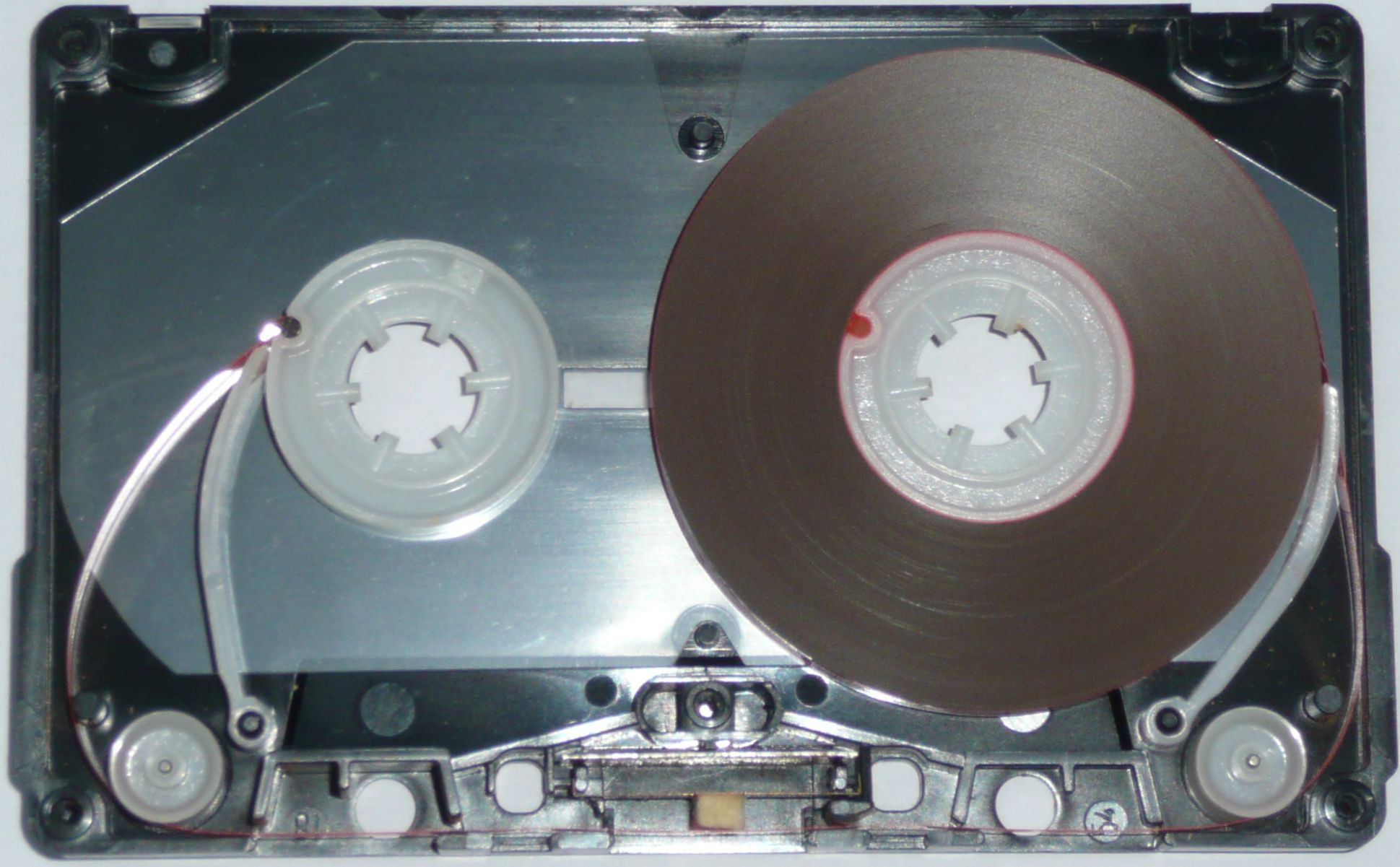
Binnenkant van een compact cassette

Voortbordurend op het succes van de EL 3585 ontstond in Philips Hasselt het plan om een draagbare cassetterecorder te ontwikkelen. Het nieuwe product, door de commerciële afdeling aangeduid als een pocketrecorder, moest goedkoop en klein zijn, een laag batterijverbruik hebben en een redelijke geluidskwaliteit. Essentieel in het plan was het selecteren van een cassette. Sinds 1959 had Philips Hasselt contact met RCA over hun cassettesysteem. Ottens oordeelde echter dat het RCA-systeem door de afmetingen van de cassette en de bandsnelheid van 9,5 cm/sec niet geschikt was voor toepassing in compacte, mobiele apparaten.
Besloten werd zelf een kleine cassette te ontwikkelen, uitgaande van de RCA-cassette. Ottens specificeerde om te beginnen de afmetingen van het afspeelapparaat. Hij nam de opdracht om een pocketrecorder te ontwerpen letterlijk en liet een houten blok zagen dat in de zijzak van zijn colbert paste. Dat blok werd het model waarnaar de eerste draagbare cassetterecorder, de EL 3300 is gemaakt. Uitgaande van de grootte van het afspeelapparaat stelde Ottens het formaat van de cassette vast. Hij koos ook voor een smallere band, zoals die toegepast werd in het concurrerende CBS-systeem en voor de laagste standaardbandsnelheid, 4,75 cm/sec. 
Voor het ontwikkelen van de cassette en de apparatuur voor het afspelen ervan beschikte Ottens over een team van tien tot twaalf voornamelijk jonge mensen die in Eindhoven ervaring hadden opgedaan in het ontwerpen of produceren van grammofoons en bandrecorders. Het was een gemengde groep van Belgische en Nederlandse technici. Tot het team behoorde ook de getalenteerde constructeur-tekenaar Jan Schoenmakers, die ervaring had als gereedschapsmaker. Hij bracht tien octrooien op zijn naam. De groep kon vrij gebruik maken van de kennis en ervaring in de nabijgelegen laboratoria van Philips in Eindhoven.
In 1961 ging de Philipsdirectie in Eindhoven een samenwerkingsverband aan met Grundig om in Wenen gezamenlijk een cassetterecorder van hoge kwaliteit te ontwikkelen, bedoeld voor stationair gebruik in de huiskamer. De ontwikkeling was gebaseerd op de eenspoelige cassette van CBS. Grundig en de technici in Wenen waren niet op de hoogte van het ontwikkelingsproject van Ottens.
In 1963 was in Hasselt de ontwikkeling van de cassette en het afspeelapparaat zover gevorderd dat Philips besloot het systeem te introduceren tijdens de Internationale Funkausstellung in Berlijn. Voorafgaand daaraan vroegen Ottens en zijn collega's aan de directie in Eindhoven of het niet wenselijk was om Max Grundig in te lichten. Dat werd niet nodig gevonden omdat het bij het project in Wenen immers ging om een apparaat voor een heel ander marktsegment. Vlak voor de Ausstellung werd Max Grundig alsnog geïnformeerd. Hij zegde het samenwerkingsverband onmiddellijk op en gaf zijn ontwikkelafdeling opdracht een eigen draagbare cassetterecorder te ontwikkelen.
De presentatie van Philips op de Funkausstellung riep niet direct enthousiasme op in de audiowereld. Wel waren er veel Japanners aanwezig die foto's namen. Enkele jaren later verschenen er Japanse kopieën van de Philipscassette op de markt en presenteerde Grundig samen met Telefunken en Blaupunkt de DC International. Al deze cassettes waren iets groter dan het origineel van Ottens.
In 1966 bezocht Ottens Japan, samen met zijn commerciële collega Gerrit Gazenbeek. Begeleid door Wisse Dekker, manager van de Philips Divisie Verre Oosten, onderhandelden zij met tien elektronicafirma's. Zij deden de Japanners het aanbod dat de cassette als standaard kon worden overgenomen zonder dat royalty's verschuldigd waren. Voor de technologie van de afspeelapparatuur zou wel betaald moeten worden. Essentieel in die technologie was een door Philips gepatenteerd mechanisme dat de magneetkoppen in de cassette duwde. Norio Oga, hoofd van de afdeling Audio van Sony, die ook contacten had met Grundig, koos voor de cassette die Ottens ontwikkeld had, vanwege de kleinere afmetingen. Tijdens de onderhandelingen die volgden vroeg de Philipsdelegatie aanvankelijk een bedrag van 25 yen voor elke door Sony verkochte cassetterecorder. Na enkele dagen werd dat verlaagd naar 6 yen. Tegen het advies van zijn medewerkers in weigerde Oga dit aanbod en dreigde hij alsnog te kiezen voor Grundig als Philips royalty's bedong. Daarop besloot Philips de licentie voor de afspeelapparatuur gratis aan te bieden aan alle elektronicafirma's ter wereld.

Logo van de compact cassette

De ene na de andere elektronicafirma nam het Philipssysteem over en ontwikkelde een recorder voor het afspelen van compact cassettes. Leveranciers van magneetbanden brachten onder eigen naam C60- en C90-cassettes uit, met een speelduur van respectievelijk 60 en 90 minuten. De laatste concurrerende cassette was het Amerikaanse 8-track, dat vooral in de Verenigde Staten tot medio jaren 70 van de 20e eeuw een aanmerkelijk marktaandeel wist te behouden. Sommige fabrikanten die de compact cassette overnamen, kozen voor een andere naam, zoals kortweg cassette of cartridge, maar uiteindelijk gebruikte iedereen de naam compact cassette. In de loop van de tijd zijn er naar schatting 50 tot 100 miljard van verkocht.

### Directeur Philips Hasselt, 1969-1972
Ottens werd in 1969 directeur van Philips Hasselt. Doordat de compact cassette wereldwijd aansloeg steeg ook de vraag naar Philipscassetterecorders. De fabriek van Ottens leverde niet alleen complete cassetterecorders, maar produceerde ook losse elektromechanische aandrijfsystemen voor de compact cassette. Deze loopwerken werden door andere fabrieken – zowel van Philips als van andere firma's – ingebouwd in hun recorders.
Het succes van de compact cassette bleef stijgen. De loopwerken en de band werden voortdurend geperfectioneerd. In 1968 kwam TDK met een compact cassette voor de hifimarkt, de Super Dynamic. Eind 1969 verscheen de eerste stereocassetterecorder. In 1970 werd het Dolbysysteem voor ruisonderdrukking geïntroduceerd. In dat jaar bracht DuPont de chroomdioxideband op de markt, door BASF in licentie genomen. Twee jaar later bracht TDK de C120 compact cassette uit met een speelduur van twee uur. Ook Philips Hasselt profiteerde van de groeiende vraag naar cassetterecorders en loopwerken, waardoor het aantal werknemers steeg tot boven de 5000.

### Directeur Philips Audio, 1972-1979
In 1972 werd Ottens benoemd tot technisch directeur van de Philips Hoofdindustriegroep Audio. Het Philips Natuurkundig Laboratorium, gewoonlijk afgekort tot NatLab, deed in die jaren onderzoek naar videoplaten waarbij gebruik gemaakt werd van optische registratie. De videoplaat, Video Long Play of VLP genaamd, kon met een laser worden afgespeeld. Ottens realiseerde zich dat er in deze technologie mogelijkheden scholen om de kwaliteit van audio te verbeteren. Ook zou met de contactloze laseruitlezing het probleem van de slijtage van grammofoonplaten en banden verleden tijd zijn. Hij claimde de ontwikkeling van een plaat die geoptimaliseerd was voor audio. Omdat de eisen voor zo'n audioplaat sterk verschillen van die voor een videotoepassing werd de compatibiliteit met de VLP losgelaten. Het oorspronkelijke onderzoek werd gesplitst in twee projecten: de Video Long Play en de Audio Long Play.

##### Compact disc
De ontwikkeling van een ALP vergde enkele ingrijpende wijzigingen in de onderzoeksopzet. Zo had de VLP de afmeting van een langspeelplaat, waardoor en genoeg ruimte zou zijn voor 48 uur muziek. Ottens wist echter dat de muziekindustrie niet zat te wachten op zo'n speelduur. In 1972 gaf hij opdracht aan enkele technici om proeven te doen met kleinere schijfjes. Ze moesten het met name uitproberen met plaatjes met een diameter van 17,8 cm, het formaat van een single. Toen verkleining mogelijk bleek werd gekozen voor een diameter van 11,5 cm, waardoor een afspeelapparaat mogelijk werd dat zou passen in de bestaande Europese autoradiosystemen.
Ook de gaslaser die gebruikt werd in de VLP stelde een probleem. Hij was te groot om toegepast te kunnen worden in de compacte speler die Ottens voor ogen had. Met behulp van het NatLab werd een vastestoflaser ontwikkeld die klein genoeg was. Vervolgens bleek na een aantal jaren experimenteren dat de analoge techniek waarmee putjes van verschillende grootte in de optische schijf waren aangebracht te veel ruis veroorzaakte om te kunnen concurreren met de grammofoonplaat. Ottens en zijn team besloten dat er geen andere weg was dan over te stappen naar digitale technieken.

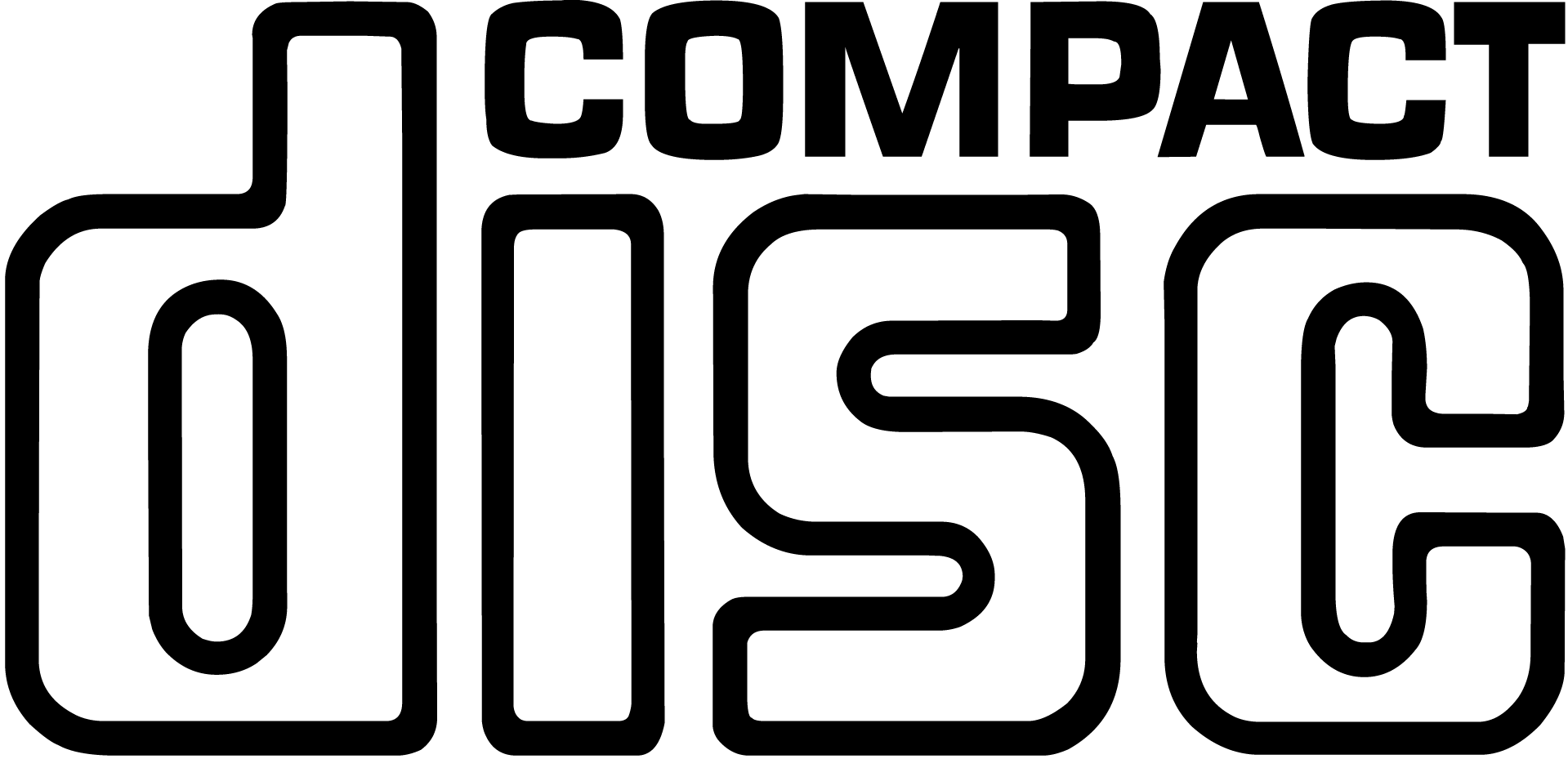
Logo van de compact disc

Omdat de audiodivisie de benodigde kennis niet in huis had vormde Ottens een team van zeven technici met ervaring in digitale techniek, onder wie twee onderzoekers van het NatLab. Het team bouwde het eerste laboratoriummodel van de digitale schijf in 1977. Ottens was enthousiast en richtte een speciaal ontwikkellaboratorium op, dat hij de naam Compact Disc Development Lab gaf, een naam die verwijst naar de compact cassette. Aan het Development Lab werd een kleine productiefaciliteit voor proefschijven toegevoegd.
Het Compact Disc Development Lab, onder leiding van Joop Sinjou, kreeg drie bijkomende ontwikkelopdrachten: de muziekkwaliteit van de compact disc moest hoger zijn dan die van een langspeelplaat, de cd-speler moest goedkoper zijn dan een hifispeler en platenmaatschappijen moesten hun bestaande studioapparatuur kunnen blijven gebruiken.
In maart 1979 was het eerste model klaar. Het werd door Sinjou getoond op een tweedaagse persconferentie in Eindhoven, waarbij meer dan 300 technologiejournalisten aanwezig waren. Direct na de conferentie vlogen Ottens en zijn commerciële collega Joop van Tilburg naar Japan. Ze werden vergezeld door enkele technici onder wie Joop Sinjou. In hun bagage hadden ze enkele compact discs en laboratoriumspelers. Doel van de reis was medestanders te vinden voor het uitroepen van de compact disc tot wereldstandaard.
De delegatie bezocht een aantal elektronicafirma's, waarbij bleek dat Philips niet bevreesd hoefde te zijn dat de Japanse concurrenten het onderling eens zouden worden over een standaard of over een gezamenlijke ontwikkeling. Het werd ook duidelijk dat Sony veel ervaring had opgedaan met optische registratie en dat hun digitale kennis ver vooruit liep op die van Philips. Zij werkten echter nog steeds met een schijf ter grootte van een LP; pogingen om de afmetingen te reduceren waren op niets uitgelopen. Sony bood tijdens het bezoek aan om het systeem gezamenlijk verder te ontwikkelen.

### Directeur Philips Video, 1979-1984
Na zijn Japanse reis werd Ottens benoemd tot technisch directeur van de Hoofdindustriegroep Video. Deze divisie, die veel groter en profijtelijker was dan de Audiodivisie, was in de wereldwijde markt van tv-toestellen een van de grootste spelers. Het productassortiment was in 1972 uitgebreid met de VCR, een van de eerste systemen voor het opnemen van beeld en geluid die met cassettes werkten. Aanvankelijk was de VCR succesvol, maar inmiddels was een concurrentiestrijd ontstaan met de Betamax van Sony en de VHS van JVC.

#### Video Compact Cassette

Het V 2000-logo

In het jaar dat Ottens er aantrad stond de Videodivisie op het punt de VCR te vervangen door een geheel nieuw videocassettesysteem dat ontwikkeld was in samenwerking met Grundig. Om te kunnen profiteren van de naamsbekendheid van de audiocassettes noemde Philips de nieuwe cassette Video Compact Cassette. De recorder werd op de markt gebracht onder de naam V 2000. Philips en Grundig brachten hun eigen recorders uit die alleen het Video 2000-systeem gemeen hadden. Dit Europese systeem was op enkele punten superieur aan beide Japanse systemen.
Ottens werd verantwoordelijk voor de naontwikkeling en de productie van de Philipsversie. Hij zag zich meteen na de introductie geconfronteerd met technische problemen. Het apparaat leed aan wat in vakkringen het postduivensyndroom wordt genoemd: het merendeel van de toestellen kwam binnen enkele maanden terug voor reparatie. Ook waren de productiekosten hoog in vergelijking met die van de concurrenten.
Onder verantwoordelijkheid van Ottens werd een tweede generatie ontwikkeld met een volledig nieuw loopwerk. Deze aandrijving was compact, met een hoge betrouwbaarheid en korte start- en stoptijden. Andere verbeteringen waren onder andere kleinere buitenafmetingen, een lager gewicht en een Scart-aansluiting. Hoewel de prestaties van de recorder stegen en de servicekosten daalden, bleef het apparaat duur door de vijf direct aangedreven motoren. De ontwikkelingsinspanningen werden voortgezet en in 1984 had de V 2000 een langspeelversie en goed stereogeluid. Voor de jaren daarna waren nieuwe concepten voorzien waaraan het ontwikkelingswerk reeds was begonnen.
In datzelfde jaar 1984 liet Ottens zijn fabriek – op verzoek van zijn commerciële collega – naast de V 2000 ook vrijwel identieke recorders produceren die werkten met het VHS-systeem. De VHS-recorders die Philips maakte waren zo ontworpen dat machines van beide systemen zoveel mogelijk gemeenschappelijke onderdelen hadden en een verwisselbare module die alle specifieke mechanismen en elektronica bevatte.

#### Industriële logistiek
Ottens werd als directeur van de Videodivisie geconfronteerd met een tweede probleem. Vanaf eind jaren 70 kreeg Philips in de consumentenmarkt te maken met toenemende concurrentie. Vooral Japanse elektronicabedrijven kwamen in de sterk innoverende markt steeds sneller met nieuwe producten in alle marktsegmenten. Vicepresident Cor van der Klugt startte twee projecten om de kosten te verlagen en de reactiesnelheid te verhogen, een in de industriële en een in de commerciële sector. Hij belastte Ottens met de coördinatie van het industriële project, zowel in de Videodivisie als in de divisies Audio, Kleine Huishoudelijke Apparaten en Grote Huishoudelijke Apparaten. De opdracht was om een softwarepakket te selecteren waarmee de logistiek in de fabrieken verbeterd kon worden. Ottens gaf enkele deskundigen opdracht de softwaremarkt te onderzoeken. Op hun advies besloot hij om te wachten met het introduceren van nieuwe besturingssoftware. Eerst moesten de fabrieken hun logistieke processen verbeteren: ze moesten sneller en goedkoper worden en betere kwaliteit leveren. Pas dan waren softwarepakketten nodig om de verbeterde processen te ondersteunen. Als logistiek besturingsconcept werd gekozen voor MRP II, later aangevuld met JIT.

### Speciale opdracht, 1985-1986
Per 1 januari 1985 voegde de raad van bestuur van Philips de Hoofdindustriegroepen Audio en Video samen tot Consumer Electronics. Ottens maakte geen deel uit van de nieuwe directie. Hij werd belast met een speciale opdracht: hij ging fulltime leiding geven aan het project om de industriële logistiek in de consumentendivisies van Philips te verbeteren. Dat project verliep succesvol. Zowel de MRP II- als de JIT-concepten werden geïmplementeerd. Dat leidde tot substantiële kostenbesparingen. Zo daalden de voorraden als percentage van de omzet met 30 procent waardoor werkkapitaal werd vrijgemaakt. Tegelijkertijd nam de flexibiliteit van de fabrieken toe. De doorlooptijd in de assemblage werd verkort van enkele weken naar enkele dagen waardoor nieuwe producten sneller op de markt konden komen en alerter kon worden gereageerd op veranderingen in de marktvraag.
Ottens werd op 21 juni 1986 gepensioneerd. Bij zijn afscheidsreceptie bood hij aan alle aanwezigen een exemplaar aan van een boek waarin hij zijn ervaringen in productontwikkeling, fabricage, logistiek en industrieel management in een kleine 300 pagina's had vastgelegd. Enkele van de algemene adviezen daarin zijn: verkort doorlooptijden, vereenvoudig waar mogelijk, werk samen, druk prestaties niet alleen uit in geld en neem meer vrouwen in dienst.

## Latere activiteit
Na zijn pensionering bleef Ottens nog enige jaren actief op technisch gebied. In 1988 volgde hij Ir. A.H. Schaafsma op als voorzitter van de NEVEM, de Nederlandse Vereniging voor Logistiek Management. Hij vervulde die functie tot 1991. Onder zijn voorzitterschap bestudeerde een werkgroep de relatie tussen de logistieke functie en het productie-innovatieproces. De werkgroep bestond uit vertegenwoordigers van een zevental bedrijven en de Technische Universiteit Eindhoven, onder wie prof.ir. C.H. Botter. Het resultaat van de studie werd, met een voorwoord van Ottens, gepubliceerd in het boek Logistiek vriendelijk ontwerpen.
Hij overleed op 6 maart 2021, op 94-jarige leeftijd.

## Betekenis
Ottens heeft belangrijke bijdragen geleverd aan de ontwikkeling van geluidsdragers. In De Ingenieur, het blad van het Koninklijk Instituut van Ingenieurs, wordt in een artikel uit 2007 over hem een tijdlijn gegeven van historische uitvindingen op dit gebied. De lijn omvat de fonograaf van Thomas Edison, de grammofoon van Emile Berliner, magnetische opnames van Valdemar Poulsen, de geluidsband van Fritz Pfleumer, de langspeelplaat van Peter Goldmark, en de compact cassette en de compact disc van Lou Ottens.
In de strikte zin van de definitie was Ottens geen uitvinder. De compact cassette en de cd zijn uitvindingen van Philips. Hij was wel de man die de aanzet tot beide ontdekkingen heeft gegeven. In 1960, toen hij als hoofd van de productontwikkeling in Hasselt besloot een kleine variant van de RCA-cassette te ontwikkelen en in 1970, toen hij als directeur van de Audiodivisie een audioversie van de Video Long Play claimde en opdracht gaf een kleiner schijfje te ontwikkelen. Ottens verdiensten liggen erin dat hij oog had voor de mogelijkheden van nieuwe technieken en voor innovatieve toepassingen van bestaande technieken. Hij combineerde dat met een scherpe blik op de markt en besluitvaardigheid. Hij had als een van de eersten een duidelijke visie op miniaturisering; vanaf de laatste decennia van de 20e eeuw de aanjager van technologische vernieuwingen. Zijn devies was: 'kleiner is beter'. Kleiner betekende voor hem betrouwbaarder, goedkoper, betere draagbaarheid en lager energieverbruik.
Ottens was een bescheiden man die niet graag op de voorgrond trad. Vergelijkingen met iemand als Edison wees hij van de hand. Hij verklaarde de successen die hij met nieuwe producten had, door te wijzen op de goede samenwerking in teams.
- Library of Congress Control Number: no2018021080
- Virtual International Authority File: 1278151965403400470004
- WorldCat: E39PBJkp9VXWqpfqk4mGtkXPQq